# ذي افخار (السدة)

تعديل مصدري - تعديل

ذي افخار محلة تابعة لقرية الدثية، التابعة لعزلة وادي عصام بمديرية السدة إحدى مديريات محافظة إب في الجمهورية اليمنية.، بلغ تعداد سكانها 62 حسب تعداد اليمن لعام 2004.